# HMS Havelock (H88)
HMS Havelock (H88) là một tàu khu trục lớp H, nguyên được Hải quân Brazil đặt hàng cho hãng J. Samuel White dưới tên Jutahy vào cuối thập niên 1930, nhưng được Hải quân Hoàng gia Anh Quốc mua lại khi Chiến tranh Thế giới thứ hai nổ ra vào tháng 9 năm 1939. Nó tham gia Chiến dịch Na Uy vào tháng 5 năm 1940, rồi được phân nhiệm vụ hộ tống vận tải và tuần tra chống tàu ngầm cùng Bộ chỉ huy Tiếp cận phía Tây sau đó. Nó được điều về Lực lượng H một thời gian ngắn vào năm 1941, nhưng dàn hỏa lực phòng không của nó được cho là quá yếu nên nó gia nhập trở lại lực lượng Tiếp cận phía Tây. Havelock trở thành soái hạm của Đội hộ tống B-5 thuộc Lực lượng Hộ tống giữa đại dương vào đầu năm 1942 và đã đánh chìm một tàu ngầm đối phương trong chiến tranh. Khi xung đột kết thúc, nó hộ tống các tàu đưa chính phủ Na Uy lưu vong trở về nước rồi phục vụ như một tàu mục tiêu cho đến giữa năm 1946. Havelock bị tháo dỡ vào cuối năm 1946.

## Thiết kế và chế tạo
Havelock có trọng lượng choán nước tiêu chuẩn 1.340 tấn Anh (1.360 t), và lên đến 1.859 tấn Anh (1.889 t) khi đầy tải. Nó có chiều dài chung 323 foot (98,5 m), mạn thuyền rộng 33 foot (10,1 m) và độ sâu của mớn nước là 12 foot 5 inch (3,8 m). Nó được dẫn động bởi hai turbine hơi nước Parsons truyền động ra hai trục chân vịt, sản sinh tổng công suất 34.000 mã lực càng (25.000 kW), cho phép nó đạt tốc độ tối đa 36 hải lý trên giờ (67 km/h; 41 mph). Hơi nước được cung cấp bởi ba nồi hơi ống nước Admiralty. Havelock có thể mang theo tối đa 470 tấn Anh (480 t) dầu đốt, cho phép một tầm hoạt động tối đa 5.530 hải lý (10.240 km; 6.360 mi) ở tốc độ 15 hải lý trên giờ (28 km/h; 17 mph). Thành phần thủy thủ đoàn của nó bao gồm 152 sĩ quan và thủy thủ.
Con tàu được thiết kế để trang bị bốn khẩu pháo QF 4,7 inch (120 mm) Mk. XII L/45 trên các tháp pháo nòng đơn, đặt tên theo thứ tự ‘A’, ‘B’, ‘X’ và ‘Y’ từ trước ra sau; nhưng khẩu ‘Y’ bị tháo dỡ để lấy chỗ mang thêm mìn sâu. Cho mục đích phòng không, Havelock có hai khẩu đội súng máy 0,5 in (13 mm) Mk.III bốn nòng. Nó còn có hai bệ ống phóng ngư lôi bốn nòng trên mặt nước dành cho ngư lôi 21 in (530 mm). Một đường ray thả mìn sâu và hai máy phóng thoạt tiên được trang bị, nhưng tăng lên ba đường ray và tám máy phóng trong khi hoàn thiện. Lượng mìn sâu mang theo cũng tăng lên tương ứng từ 20 lên 110 quả. Havelock được hoàn tất mà không có tháp điều khiển hỏa lực, nên ba khẩu pháo 4,7 inch QF góc thấp của nó được vận hành tại chỗ sử dụng dữ liệu cung cấp bởi một máy đo tầm xa. Nó cũng được trang bị sonar ASDIC để phát hiện tàu ngầm dựa trên sự phản hồi sóng âm dưới nước; và được bổ sung máy định vị vô tuyến HF/DF đặt trên cột ăn-ten trước khi hoàn tất.
Jutahy được Brasil đặt hàng cho hãng J. Samuel White ở Cowes vào ngày 8 tháng 12 năm 1937. Con tàu được đặt lườn vào ngày 31 tháng 5 năm 1938, nhưng nó bị Anh Quốc mua lại vào ngày 5 tháng 9 năm 1939 và đổi tên thành HMS Havelock. Nó được hạ thủy vào ngày 16 tháng 10 năm 1939 và được cho nhập biên chế cùng Hải quân Hoàng gia Anh vào ngày 10 tháng 2 năm 1940.

### Các cải biến trong chiến tranh
Bệ ống phóng ngư lôi phía sau của Havelock được thay bằng một khẩu QF 12 pounder 3 inch (76,2 mm) phòng không vào tháng 10 năm 1940. Dàn vũ khi phòng không tầm ngắn được tăng cường với hai khẩu pháo tự động Oerlikon 20 mm được trang bị hai bên cánh của cầu tàu; và các khẩu súng máy Vickers bốn nòng cũng được thay bằng một cặp Oerlikon 20 mm sau đó. Không rõ là con tàu có được trang bị tháp điều khiển hỏa lực trước khi một dàn radar Kiểu 271 điều khiển hỏa lực được trang bị trên cầu tàu. Vào lúc giữa chiến tranh, con tàu được cải biến thành một tàu khu trục hộ tống, khi tháp pháo ‘A’ được thay thế bằng dàn súng cối Hedgehog chống tàu ngầm, pháo QF 12 pounder góc cao được tháo dỡ lấy chỗ mang thêm mìn sâu. Một dàn radar Kiểu 286 dò tìm mặt đất tầm ngắn được tăng cường sau đó, trong khi dàn HF/DF được chuyển đến cột ăn-ten trụ chính.

## Lịch sử hoạt động
Sau khi chạy thử máy, Havelock được phân về Chi hạm đội Khu trục 9 trực thuộc Bộ chỉ huy Tiếp cận phía Tây. Nó được điều về Hạm đội Nhà trong Chiến dịch Na Uy và đã hỗ trợ cho các hoạt động đổ bộ của lực lượng Đồng Minh vào các ngày 12-13 tháng 5 tại Bjerkvik trong khuôn khổ trận Narvik. Trong giai đoạn đầu của trận này, nó bố trí một khẩu đội súng cối Pháp phía sàn trước của con tàu; và tiếp tục hỗ trợ hỏa lực suốt trận đánh cho đến hết tháng đó. Trong đêm 30 và 31 tháng 5, nó giúp vào việc triệt thoái lực lượng từ Bodø đến Harstad và Borkenes để chờ đợi các cuộc triệt thoái khác. Havelock là một trong số các tàu đã hộ tống các tàu chở quân trong chiến dịch Alphabet triệt thoái lực lượng khỏi khu vực Narvik vào ngày 7 và 8 tháng 6.
Sau đó trong tháng 6, Havelock gia nhập trở lại Chi hạm đội Khu trục 9, và trải qua hầu hết thời gian trong hai năm tiếp theo làm nhiệm vụ hộ tống vận tải. Vào cuối năm 1940, chi hạm đội được đổi tên thành Đội hộ tống 9. Havelock được điều sang Lực lượng H tại Gibraltar để tăng cường lực lượng hộ tống cho Chiến dịch Tiger, một hoạt động vận tải tăng viện cho Malta vào tháng 5 năm 1941. Nó quay trở lại Bộ chỉ huy Tiếp cận phía Tây sau đó vì Đô đốc James Somerville cho rằng dàn vũ khí phòng không của nó quá yếu kém để có thể hoạt động tại Địa Trung Hải.
Đến tháng 3 năm 1942, Havelock trở thành soái hạm của Đội hộ tống B-5 thuộc Lực lượng Hộ tống Giữa đại dương, và tiếp tục hộ tống các đoàn tàu vận tải tại Bắc Đại Tây Dương cho đến đầu năm 1944. Từ ngày 28 tháng 12 năm 1942 đến ngày 14 tháng 1 năm 1943, đội hộ tống đã bảo vệ cho Đoàn tàu TM 1, một nhóm chín tàu chở dầu đi từ đến Trinidad to Gibraltar. Đoàn tàu đã bị nhiều tàu ngầm U-boat Đức tấn công theo chiến thuật Wolfpack (bầy sói) trên đường đi, và đã bị mất bảy tàu bất chấp những nỗ lực tối đa của các tàu hộ tống. Havelock chỉ có thể gây hư hại cho tàu ngầm U-436 bằng mìn sâu trong khi hộ tống đoàn tàu này. Khoảng hai tháng sau, Havelock và các tàu tháp tùng đã hộ tống cho Đoàn tàu SC 122, một trong những trận chiến bảo vệ đoàn tàu vận tải lớn nhất trong chiến tranh. Đến giữa năm 1943, đội hộ tống được bố trí đến vịnh Biscay phối hợp với lực lượng Không quân Hoàng gia Anh tấn công các tàu ngầm U-boat khi chúng rời khỏi các căn cứ trên bờ biển Đại Tây Dương thuộc Pháp. Vào cuối tháng 9 cho đến đầu tháng 10, đội đã hộ tống cho các tàu đưa Liên đội 247 Không quân Hoàng gia đến Azores để thiết lập một căn cứ không quân tại đây.
Đến đầu năm 1944, Havelock được chuyển sang Đội hộ tống 14 và được giao nhiệm vụ bảo vệ các đoàn tàu vận tải tại vùng bờ biển nước Anh, vốn được tập trung cho Chiến dịch Overlord, cuộc đổ bộ lực lượng Đồng Minh lên miền Bắc nước Pháp. Cùng các tàu khu trục Fame và Inconstant, nó đã đánh chìm tàu ngầm U-767 vào ngày 18 tháng 6. Nó được tái trang bị tại Liverpool từ tháng 7 đến tháng 9, rồi gia nhập trở lại hải đội sau khi hoàn tất. Havelock lại được sửa chữa từ tháng 2 đến tháng 4 năm 1945; và khi công việc hoàn tất vào ngày 30 tháng 4, nó cùng tàu chị em Hesperus tấn công xác tàu của chiếc U-246 về phía Tây Bắc đảo Anglesey vào ngày hôm đó, nhầm lẫn rằng đó là chiếc U-242 vốn bị một thủy phi cơ Short Sunderland phát hiện trước đó.
Hai tuần sau, Havelock cùng Đội hộ tống 14 hộ tống một nhóm tàu U-boat đầu hàng đi từ Loch Alsh đến Lough Foyle. Đến ngày 27 tháng 5, nó cùng với Hesperus hộ tống chính phủ Na Uy lưu vong quay trở về Oslo, và ở lại đây cho đến ngày 1 tháng 6. Cuối tháng đó, nó bắt đầu hoạt động như một tàu mục tiêu để huấn luyện máy bay, một vai trò kéo dài cho tận năm sau. Con tàu được chấp thuận để tháo dỡ vào ngày 18 tháng 2 năm 1946 và được đưa về lực lượng dự bị vào ngày 2 tháng 8. Havelock bị bán vào ngày 31 tháng 10 và được tháo dỡ tại Inverkeithing.